# Park Wolności w Bydgoszczy

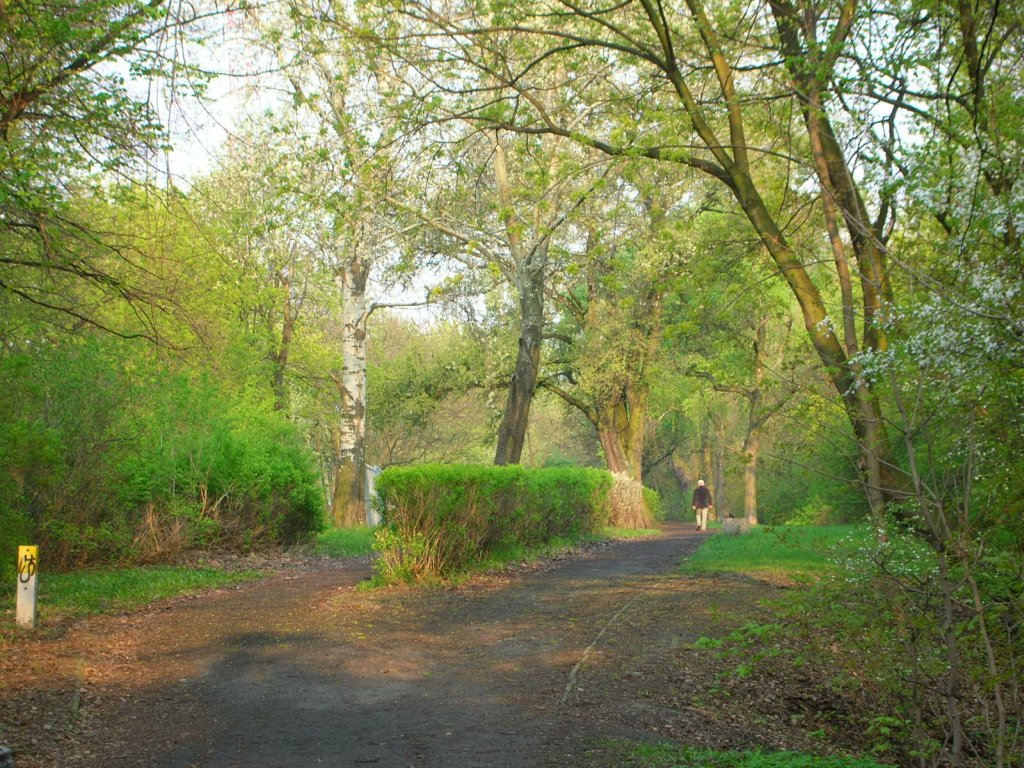
Wiosną

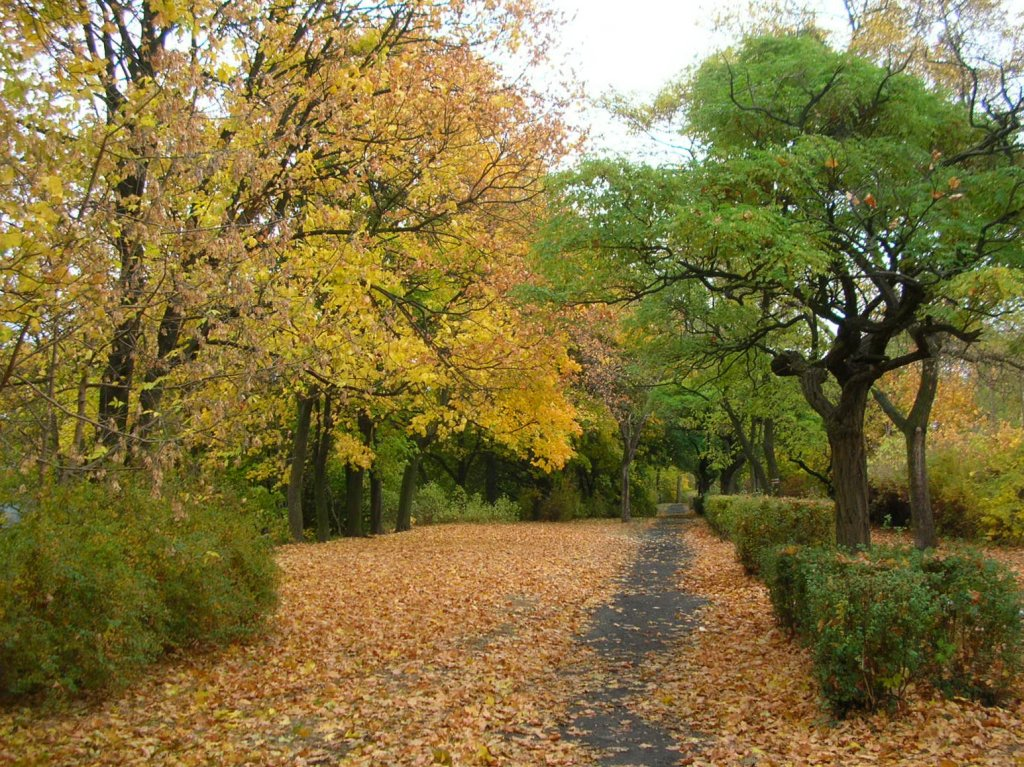
Jesienią

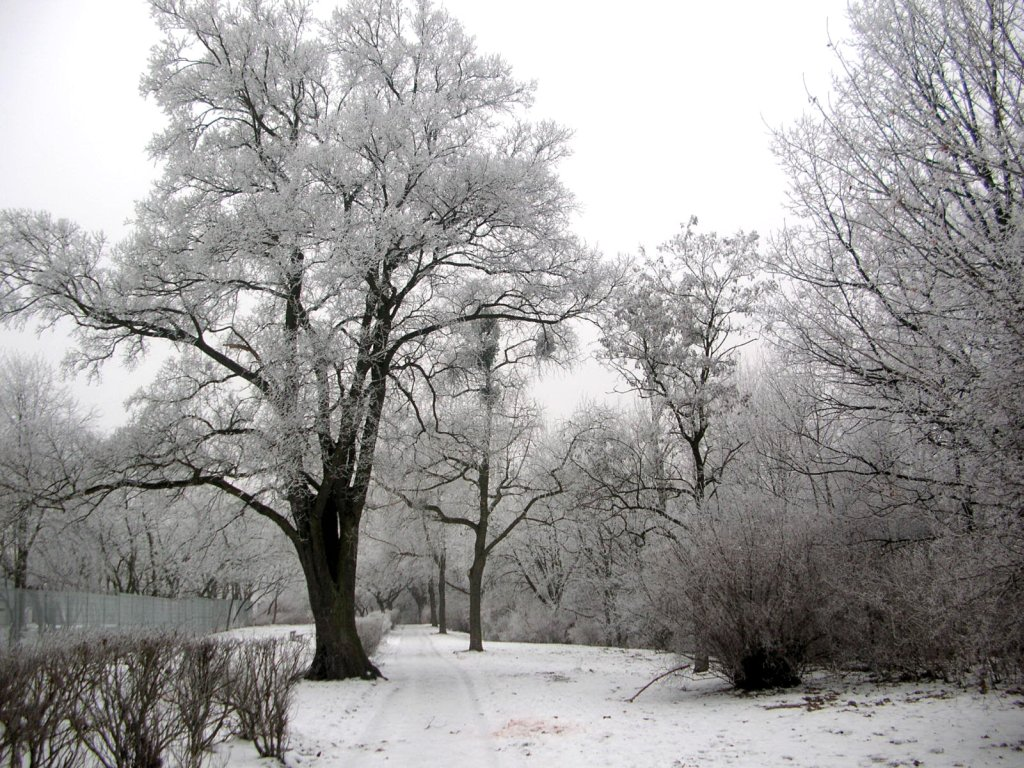
Zimą

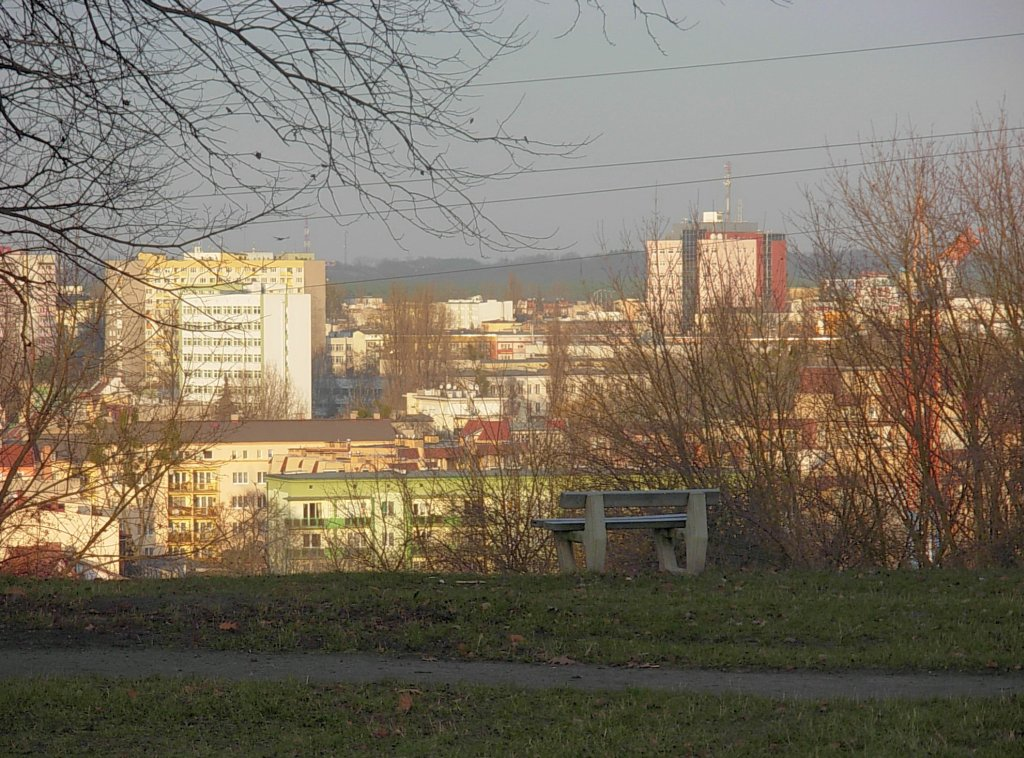
Z alei parkowej rozpościera się panorama Bydgoszczy

Park Wolności – park miejski w Bydgoszczy, liczący 9,91 hektarów powierzchni.

## Lokalizacja
Teren zajmowany przez park posiada wymiary: 100 × 1000 m i jest usytuowany między ulicami: Kujawską, Toruńską i gen. Stanisława Grzmot-Skotnickiego, w obrębie osiedla Wzgórze Wolności w Bydgoszczy. Jest zlokalizowany na fragmencie Zbocza Bydgoskiego o deniwelacji 25–30 m, które oddziela dwie terasy pradolinne.
Wejście do parku od strony dolnego tarasu miasta znajduje się: od zachodu schodami od ul. Kujawskiej, zaś od wschodu schodami przy ulicy Toruńskiej 86-88. Natomiast z górnym tarasem miasta park jest połączony wieloma ścieżkami i alejami. Z tej strony park stanowi zaplecze spacerowe osiedla Wzgórze Wolności o pow. 76 ha, zbudowanego w latach 1980-1990 według projektów arch. Henryka Gotza, Michała Holki i Witolda Migdały. Z parkiem sąsiaduje w części zachodniej zbudowany w 2001 r. ośrodek telewizyjny TVP Bydgoszcz.

## Historia
Park założono w latach 1911-1913, wykorzystując istniejący drzewostan naturalny oraz ciekawe ukształtowanie terenu w rejonie wysokiego zbocza pradoliny, pociętego parowami erozyjnymi. Z tego powodu park urządzono w stylu leśno-górskim (tatrzańskim). Jego obszar wynosił początkowo 7 ha.
Na terenie parku Niemcy zbudowali wieżę Bismarcka według projektu Paula Walthera, którą poświęcono 25 maja 1913 r. Wieża została nazwana Bismarck Turm, a wzgórze Bismarckhöhe. Masywna, kamienna budowla liczyła 25 m wysokości, mieściła m.in. izbę pamięci Ottona von Bismarcka, a z jej najwyższego tarasu można było podziwiać panoramę miasta. W odrodzonej Rzeczypospolitej w 1920 r. budowlę tę nazwano wieżą Wolności, a park przyjął nazwę parku na Wzgórzu Wolności. Planowano przebudowę wieży na kaplicę, na szczycie której miał stanąć ogromny krzyż. Jednak w związku z brakiem porozumienia w tej sprawie i brakiem środków finansowych, rada miasta Bydgoszczy 12 kwietnia 1928 r. przegłosowała kontrowersyjną uchwałę o likwidacji wieży. 16 maja 1928 r. wieża Wolności została wysadzona w powietrze za pomocą 30 kilogramów trotylu. Obecnie istniejącą pamiątką po Wieży Bismarcka są prowadzące na wzniesienie schody, zaczynające się obok kamienicy przy ulicy Toruńskiej 86.
Bezpośrednio po urządzeniu parku, przeważały w nim: sosna odmiany niskiej i brzoza brodawkowata. Natomiast w roku 1938 na jego terenie rosły m.in.: kosodrzewina, świerk pospolity, brzoza brodawkowata, sosna karłowa, jałowiec sabiński.
W latach okupacji przywrócono nazwę Bismarckhöhe, zaś aleja spacerowo-widokowa była nazywana Höhenweg i kończyła się na brzegu doliny, w której obecnie znajduje się aleja Jana Pawła II.
Po zakończeniu II wojny światowej w centralnym miejscu parku urządzono Cmentarz Bohaterów Bydgoszczy, na który przeniesiono prochy ofiar z różnych miejsc kaźni z Bydgoszczy i okolic. W latach 1974–1980 przy wschodniej części parku zbudowano szpital wojewódzki im. Jana Biziela. Obecnie aleja spacerowa w tej części parku nie jest już użytkowana, a w części jest zablokowana prywatnymi posesjami.
W 2016 przygotowano projekt rewitalizacji parku, a w 2017 pozyskano na ten cel dofinansowanie z funduszy unijnych. Prace o łącznej wartości 1,85 mln zł zrealizowano w l. 2017-2019; były one związane głównie z uzupełnieniem i uporządkowaniem nasadzeń roślin oraz stabilizacją skarp. Obejmowały one m.in. wykonanie zróżnicowanych gatunkowo łąk oraz dosadzenie drzew, krzewów (łącznie 681 szt.), ziół i roślin kwitnących, instalację ławek, tablic dydaktycznych, koszy na śmieci, karmników i budek lęgowych dla ptaków i nietoperzy, wymianę oświetlenia, budowę nowych ciągów pieszych, rowerowych oraz nowych schodów łączących park z ulicą Kujawską. Dokumentacja projektowa przewidziała także rezerwę terenową pod plac zabaw, siłownię plenerową i platformę widokową.
Nazwa Park Wolności nadana została na mocy uchwały Rady Miasta Bydgoszczy z dnia 26 czerwca 2019, która weszła w życie 19 lipca 2019. Nazwa upamiętnia Rok Wolności uchwalony wcześniej przez Radę i nawiązuje do położenia parku.

## Park jako element bydgoskiej alei spacerowo-widokowej
Wzdłuż parku, na krawędzi Zbocza Bydgoskiego wiedzie aleja spacerowo-widokowa, z której można z wysokości ok. 30 m obserwować panoramę miasta. Jest ona fragmentem dłuższej alei rozpoczynającej się w parku gen. Henryka Dąbrowskiego, wiodącej następnie Aleją Górską, aż do ul. Kujawskiej. Od tej ulicy, aż do szpitala im. Biziela panoramę miasta można podziwiać z parku na Wzgórzu Wolności. Kolejne fragmenty traktu widokowego znajdują się na osiedlach Wyżyny i Kapuściska.

## Charakterystyka
Na terenie parku znajdują się liczne ścieżki spacerowe, zarówno na górnym, jak i dolnym tarasie, połączone schodami. Rośnie tu kilkadziesiąt gatunków drzew i krzewów. Jeden z dębów o obwodzie 343 cm w 2011 roku uznano za pomnik przyrody i nadano mu nazwę: „Dąb Pomorskiego Okręgu Wojskowego”.
W parku urządzone są dwie polany widokowe, gdzie roślinność drzewiastą częściowo wycięto, w celu ekspozycji krajobrazu miasta. Przez park prowadzi zielony turystyczny szlak pieszy „Relaks” prowadzący z dworca PKS, przez Puszczę Bydgoską nad jezioro Jezuickie (16 km).

## Cmentarz Bohaterów Bydgoszczy
Akcentem martyrologicznym w parku jest Cmentarz Bohaterów Bydgoszczy, położony w miejscu, gdzie w latach 1913–1928 znajdowała się wieża Bismarcka.

## Galeria
Wiosna

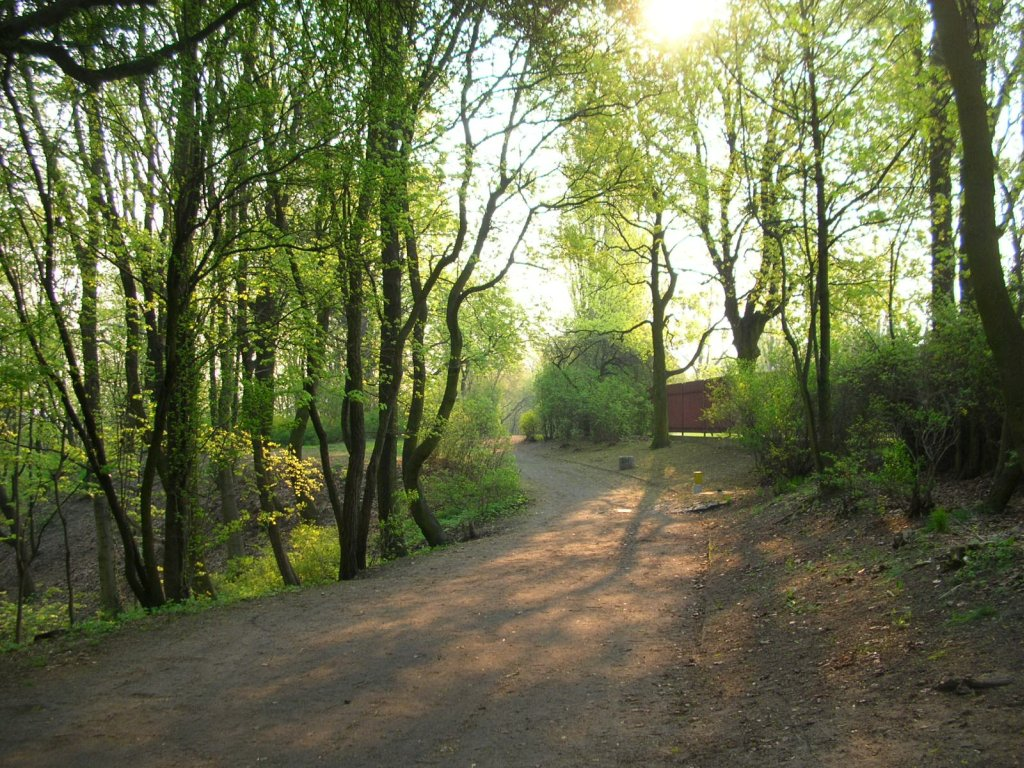
Aleja
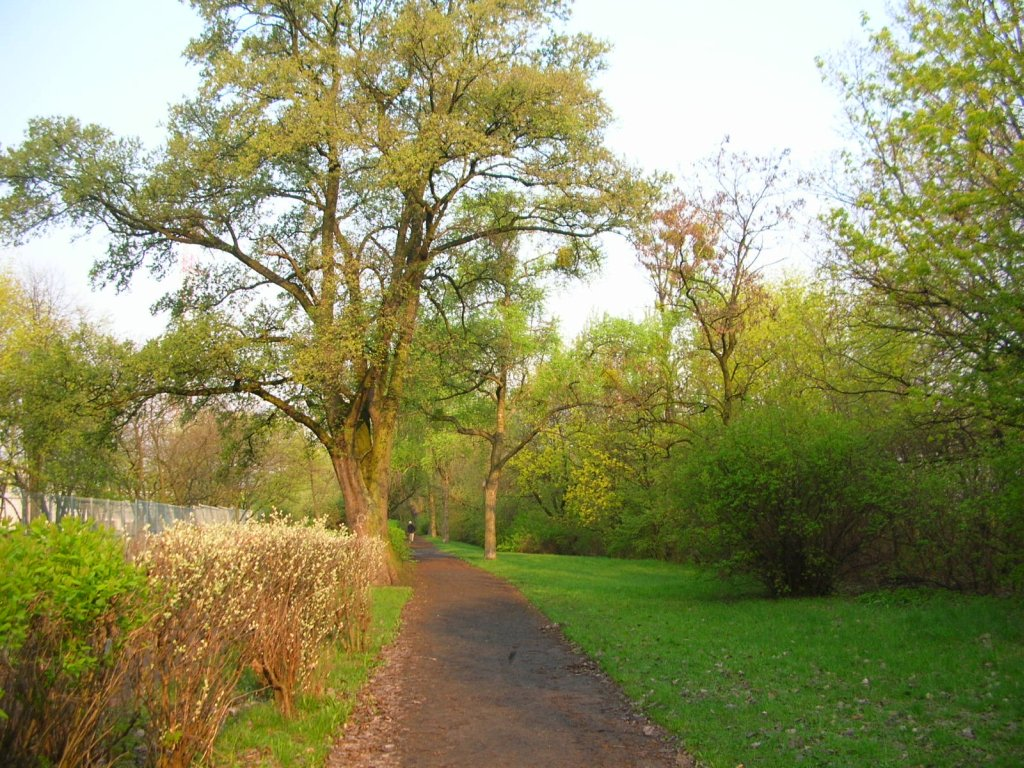
Aleja
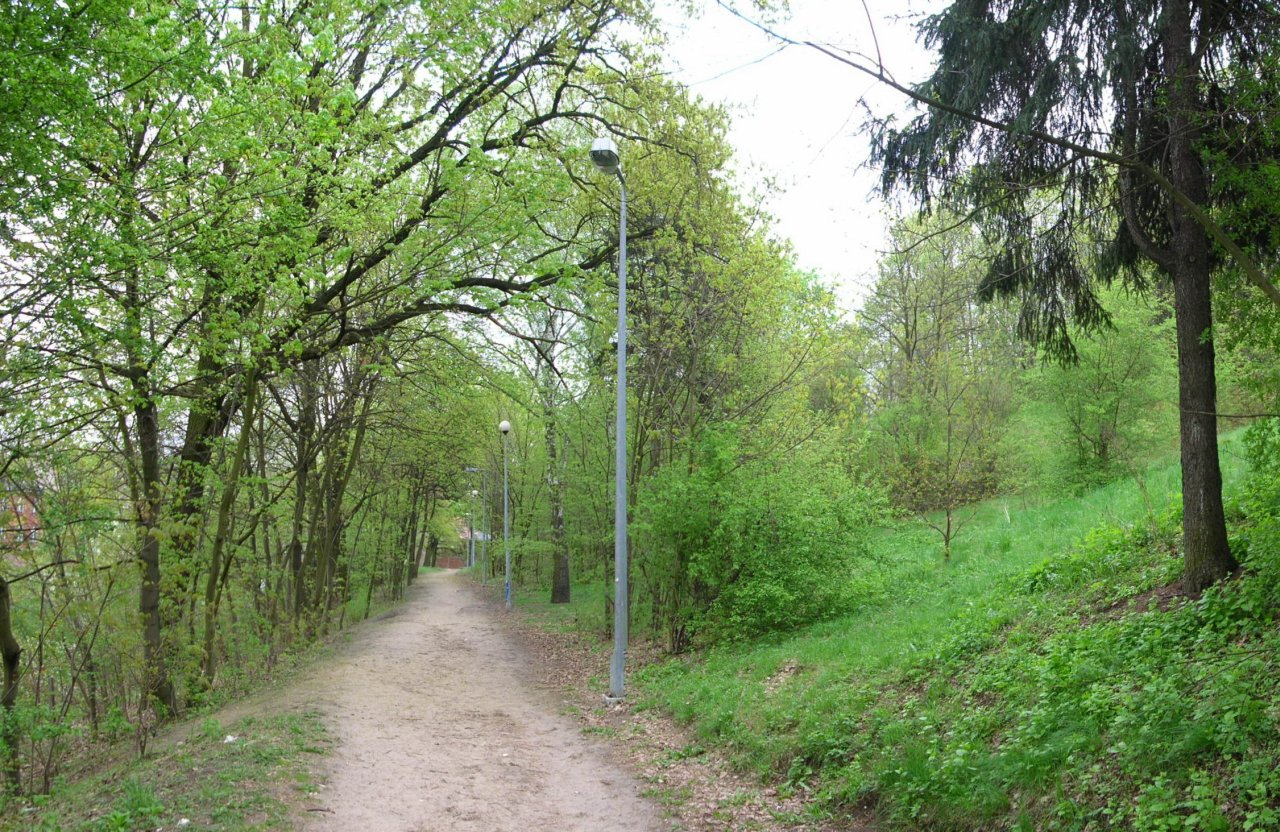
U podnóża zbocza
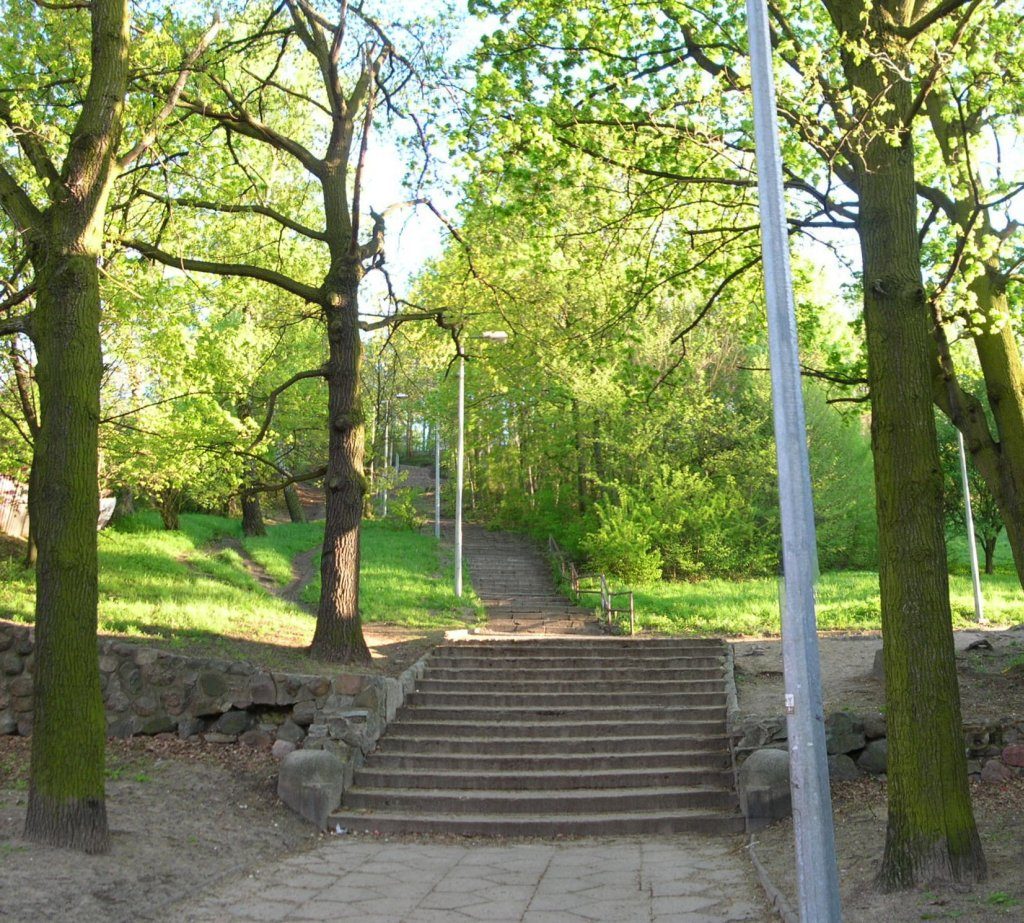
Schody przy ul. Toruńskiej wznoszące się 30 m

Jesień

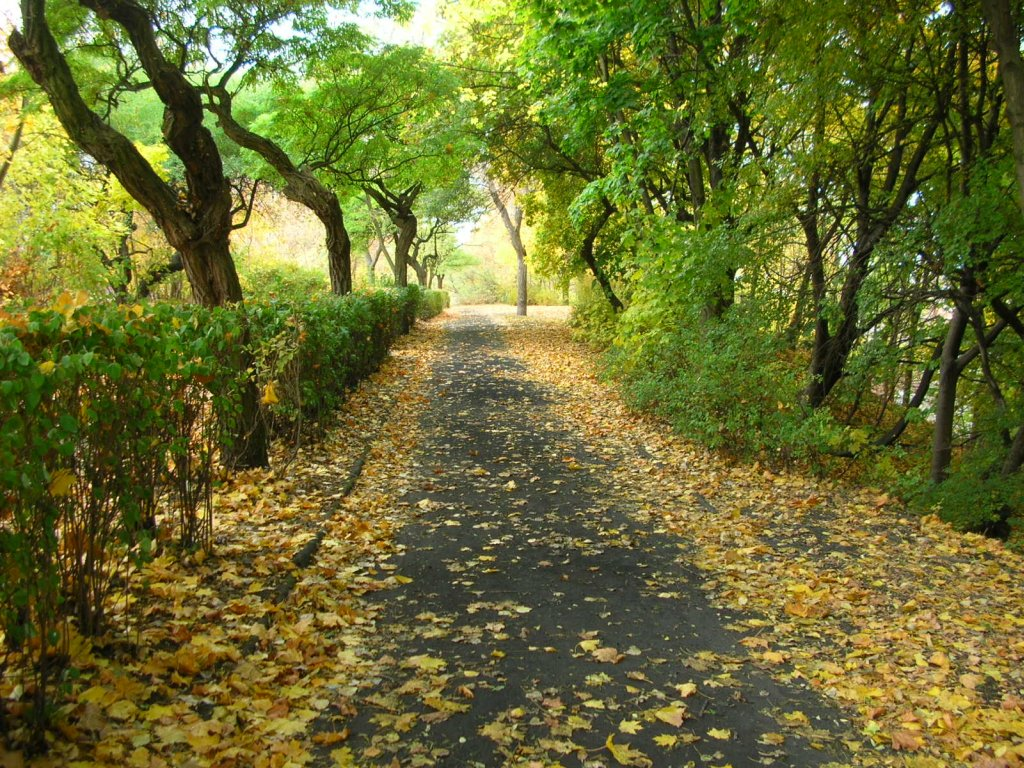
Aleja
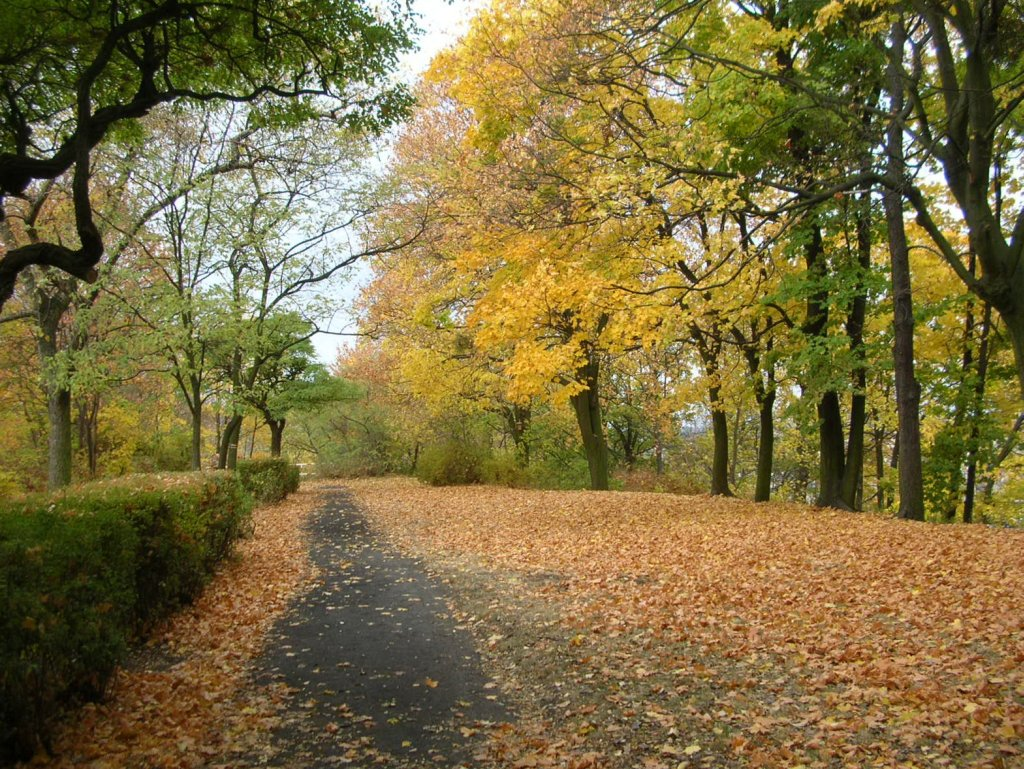
Aleja
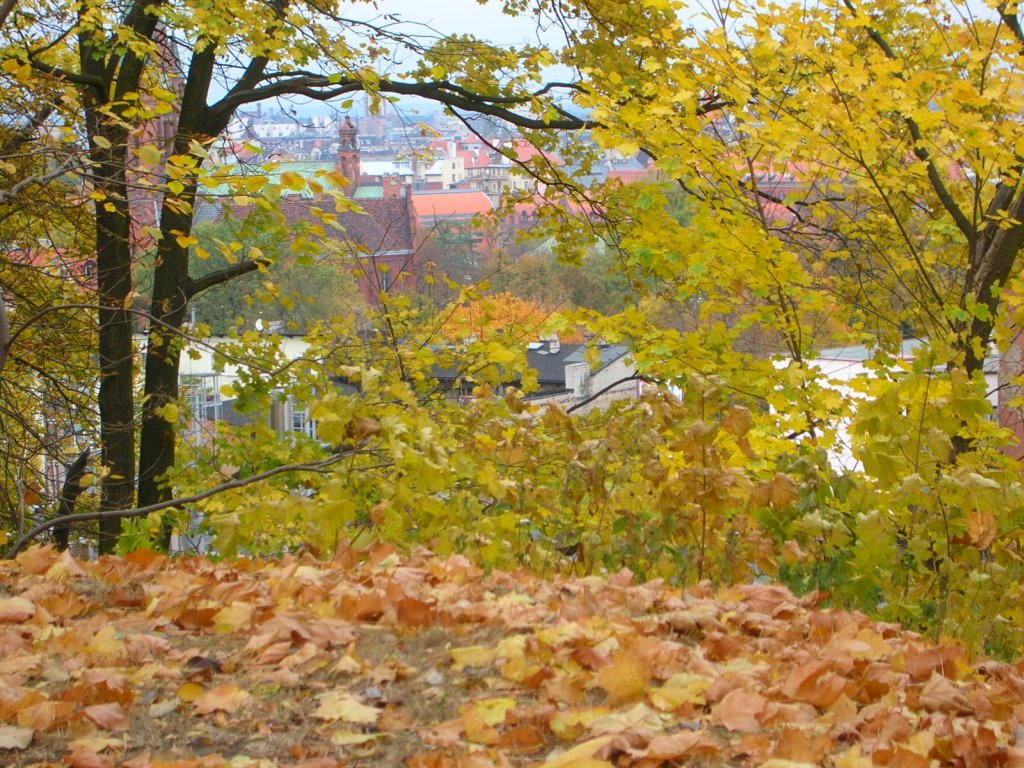
Widoki miasta
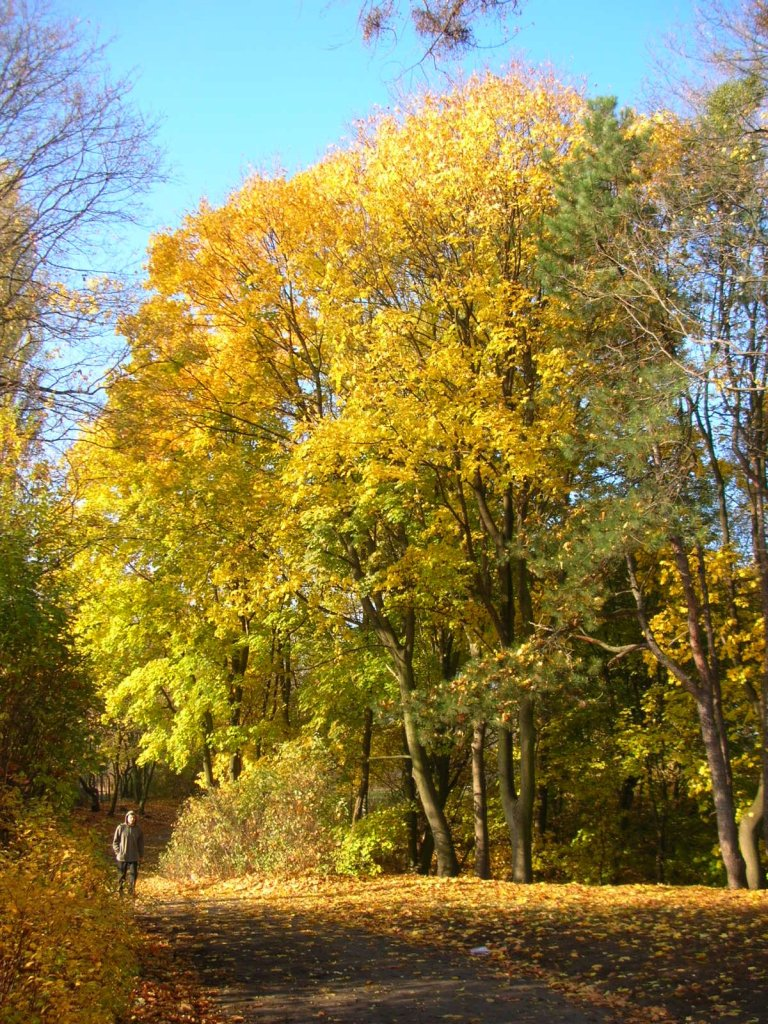
Jesienne liście

Zima

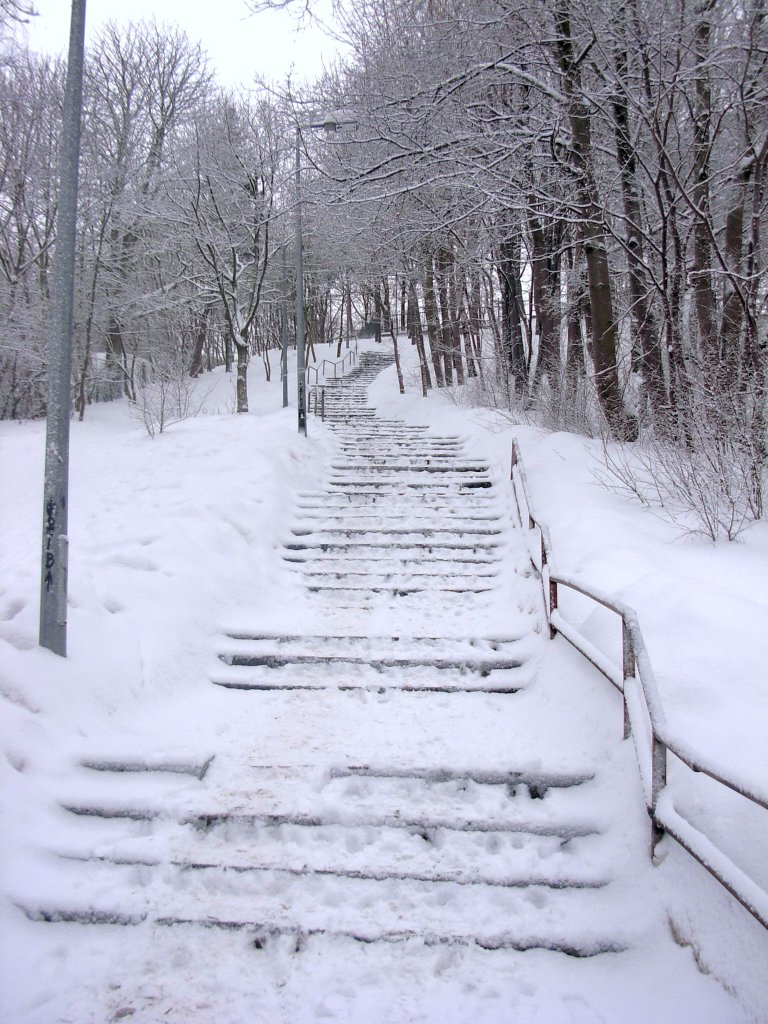
Schody
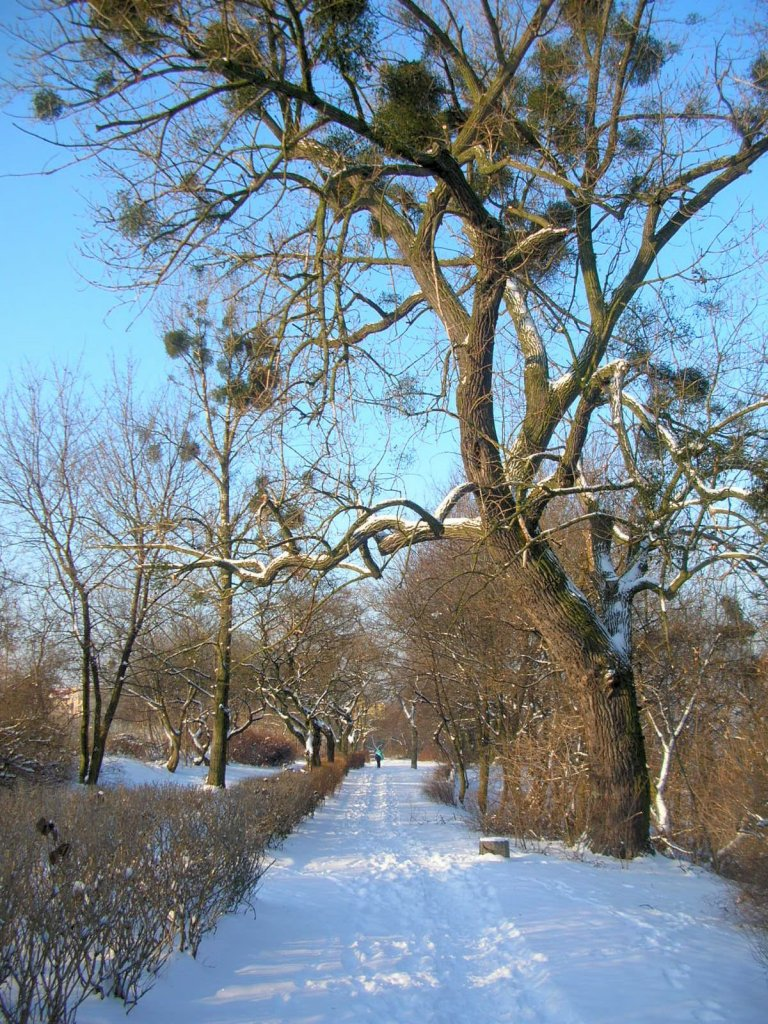
Aleja
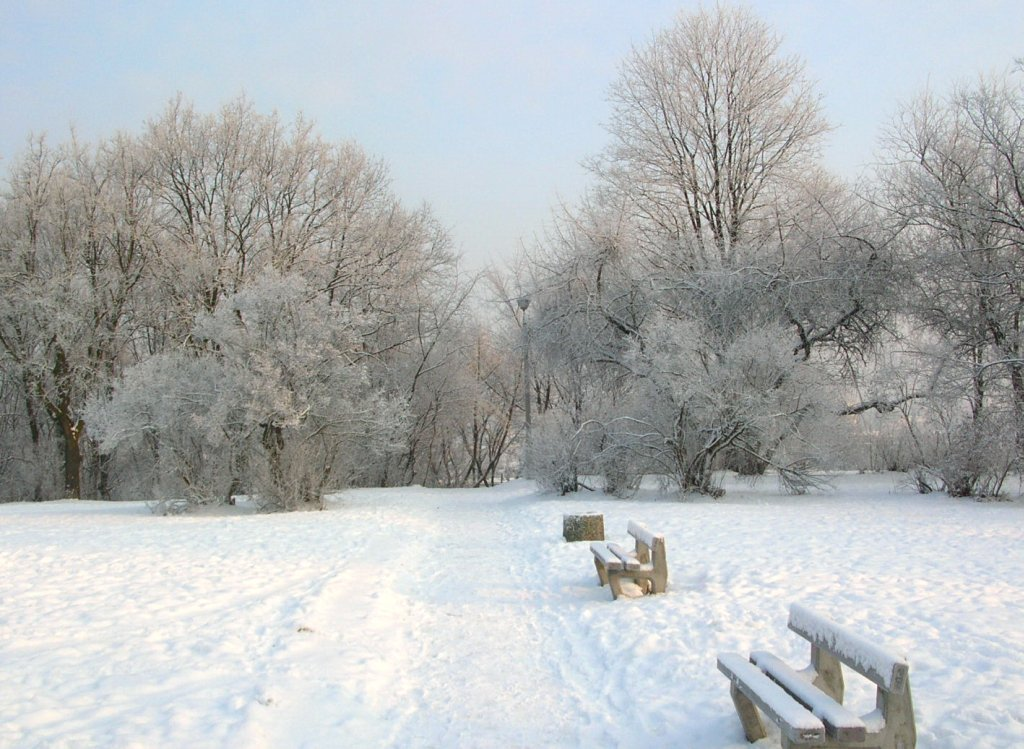
Aleja prowadząca do schodów
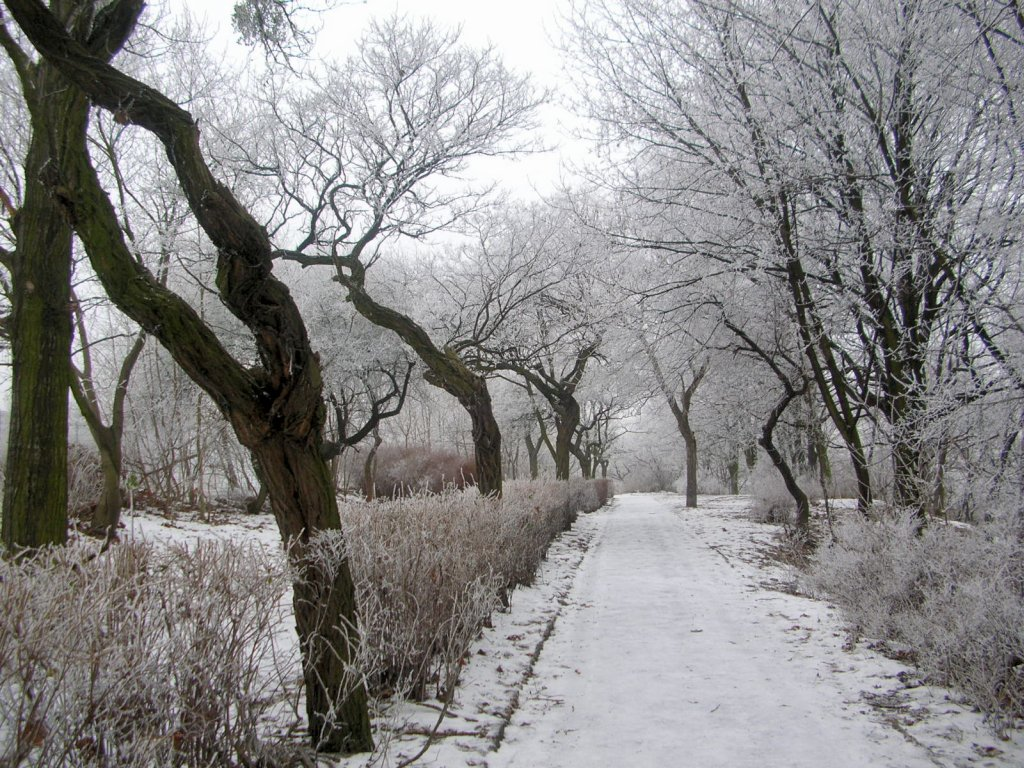
Zachodnia część parku

Panoramy z parku

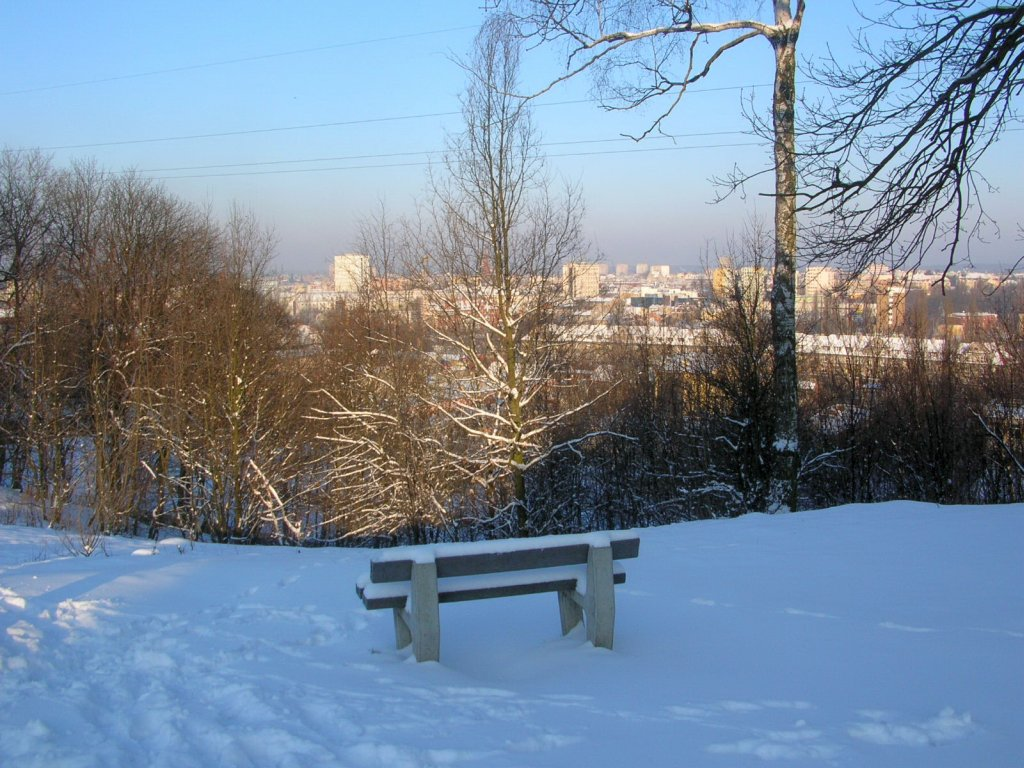
Jeden z punktów widokowych
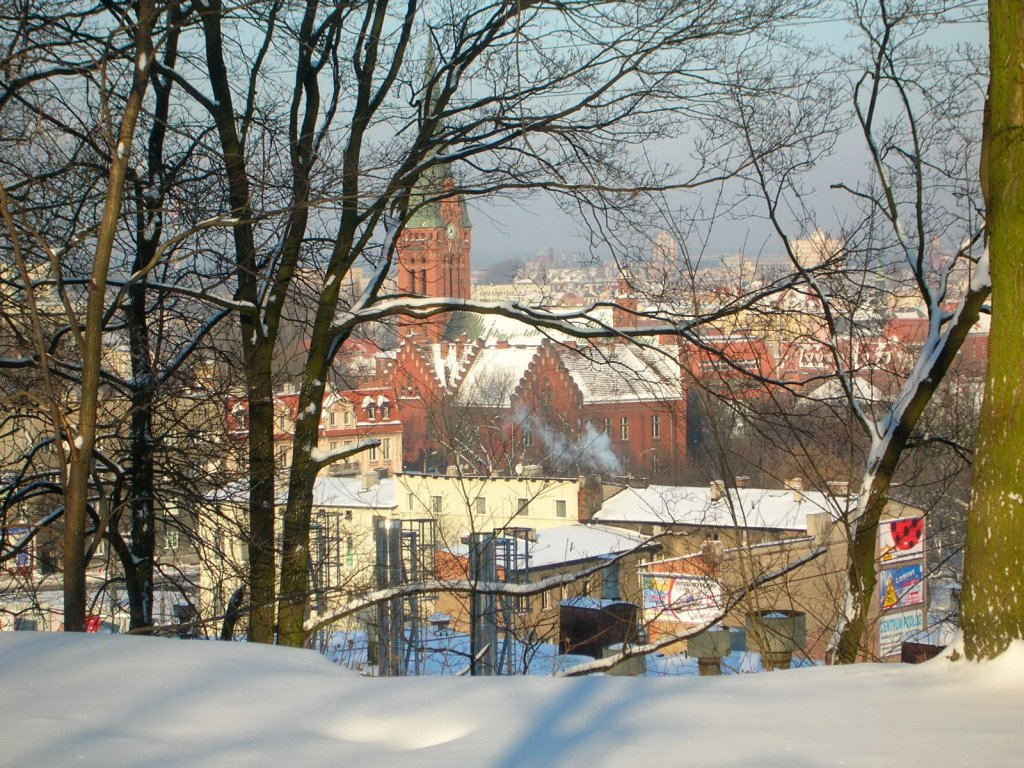
Widoki
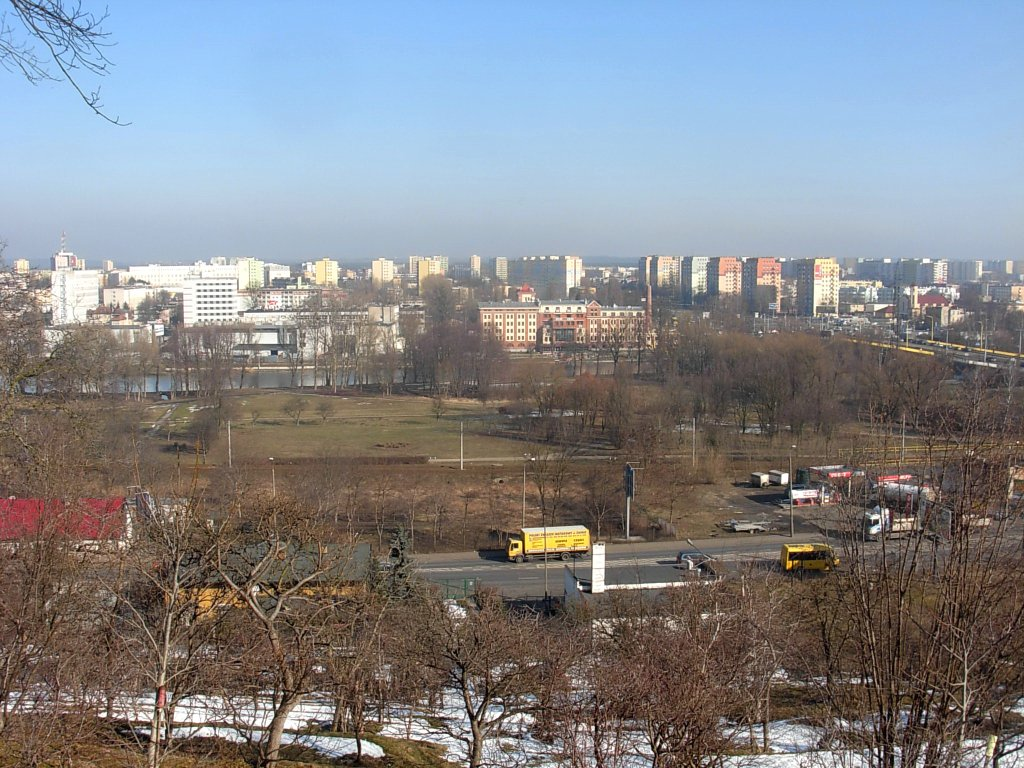
Widok z obecnie nieużytkowanej alei za szpitalem im. J. Biziela
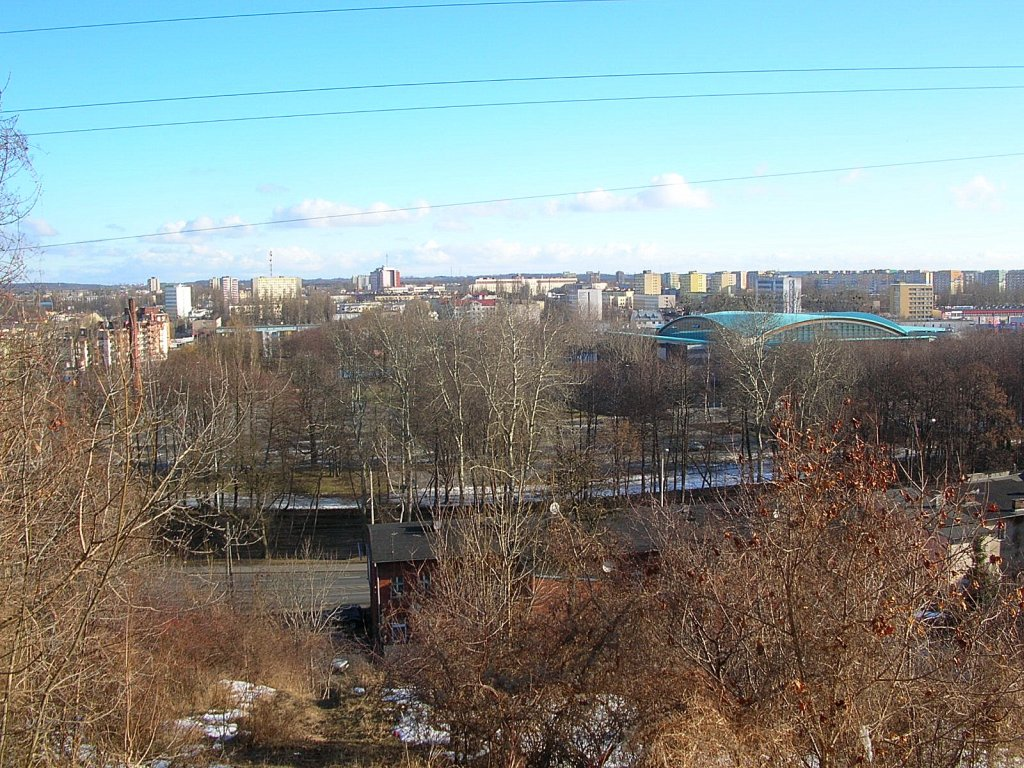
W tle hala „Łuczniczka”

Cmentarz Bohaterów Bydgoszczy

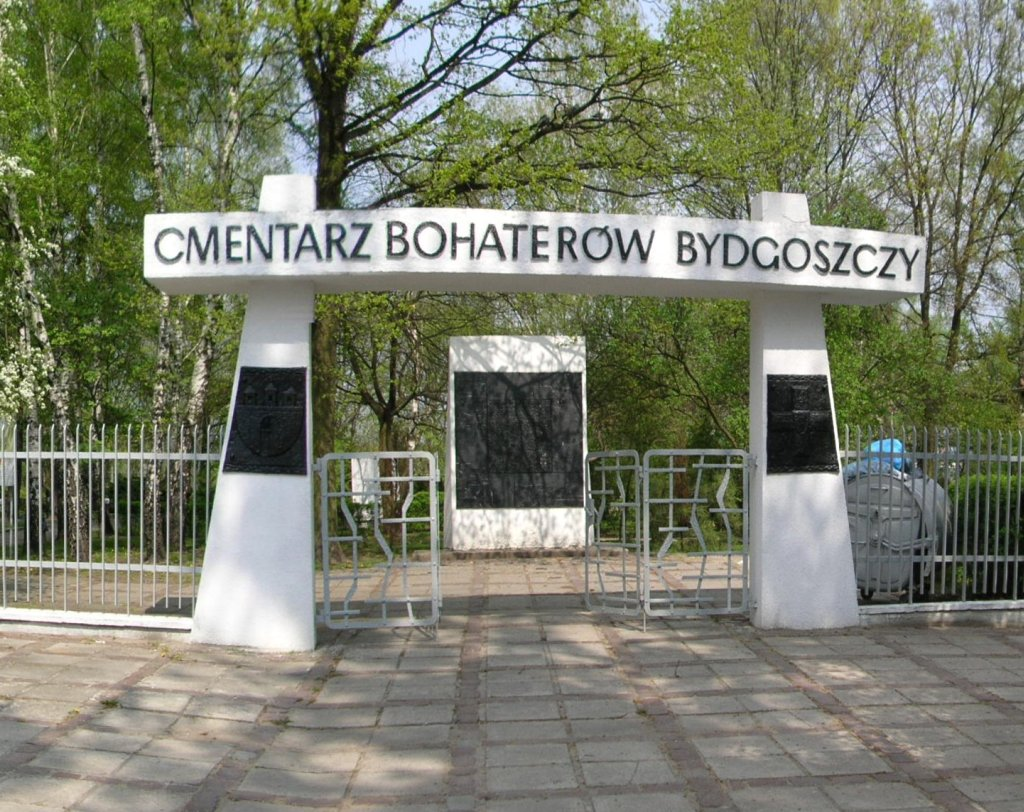
Brama wejściowa
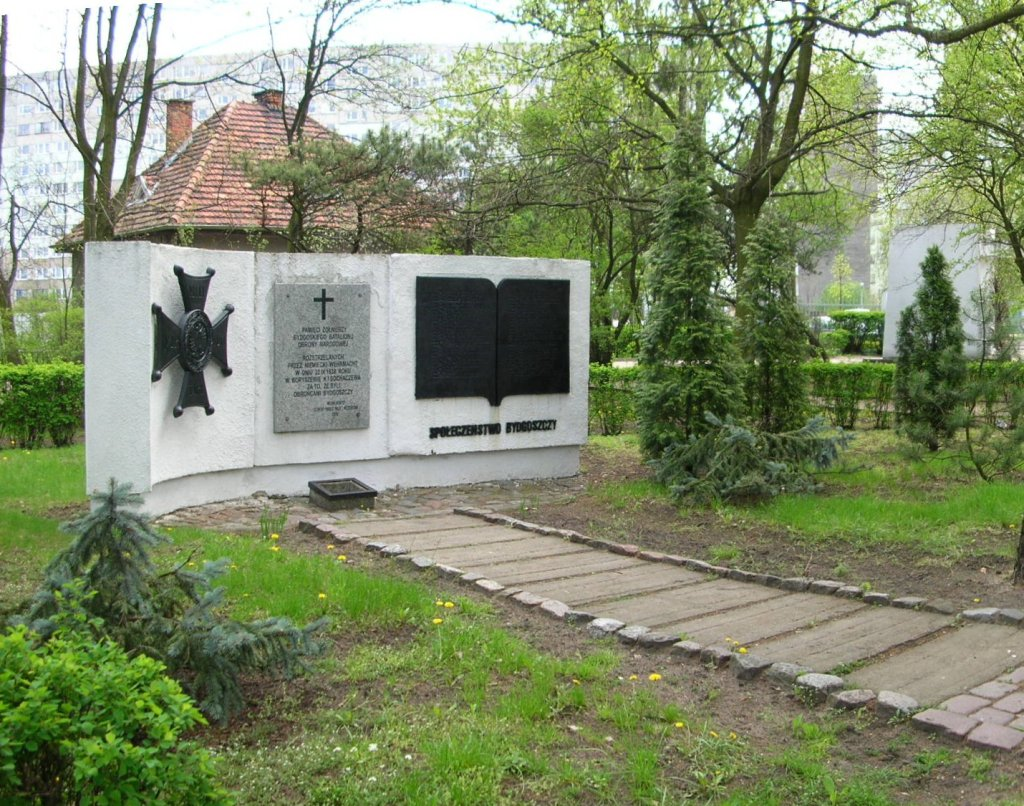
Tablice pamiątkowe
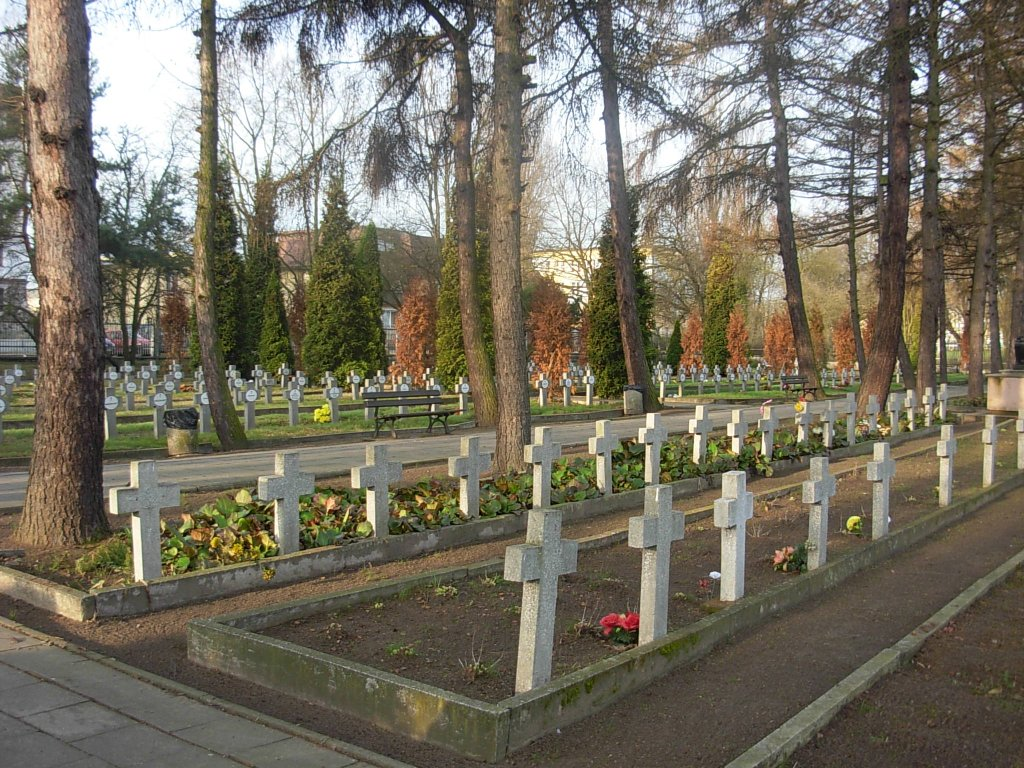
Kwatery
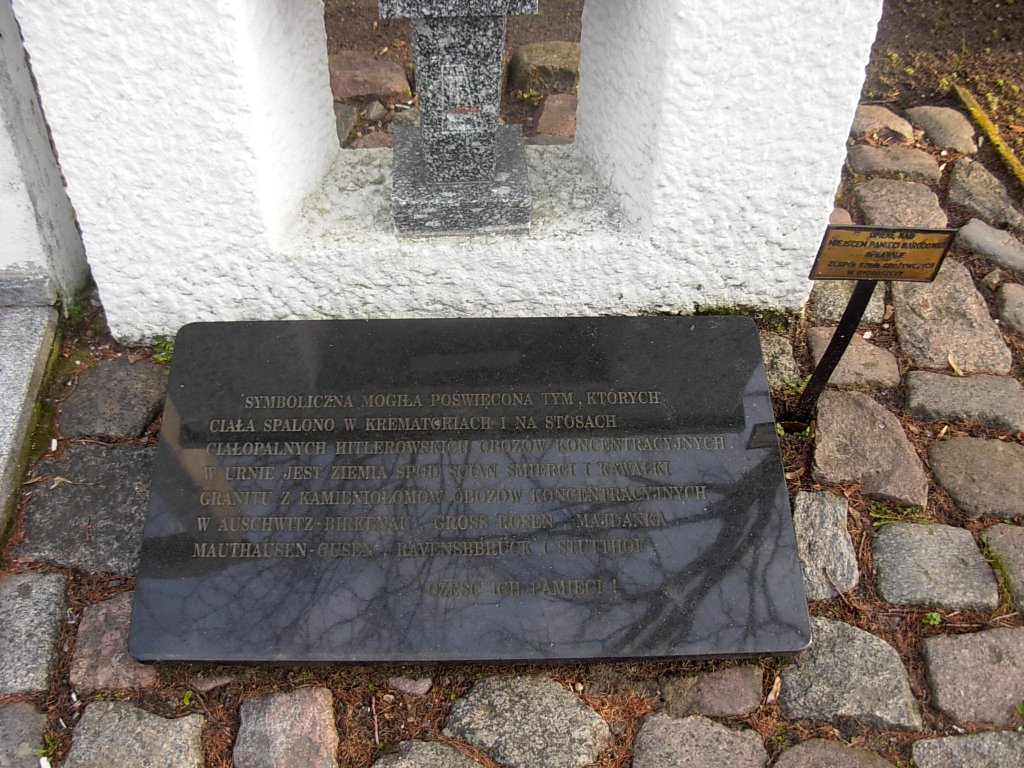
Jedna z tablic ku czci poległych